# Brunswick (Ohio)
Brunswick és una població dels Estats Units a l'estat d'Ohio. Segons el cens del 2000 tenia 33.388 habitants.

## Demografia
Segons el cens del 2000, Brunswick tenia 33.388 habitants, 11.883 habitatges, i 9.280 famílies. La densitat de població era de 1.028 habitants per km².
Dels 11.883 habitatges en un 39,3% hi vivien nens de menys de 18 anys, en un 65,3% hi vivien parelles casades, en un 9,3% dones solteres, i en un 21,9% no eren unitats familiars. En el 17,7% dels habitatges hi vivien persones soles el 5,2% de les quals corresponia a persones de 65 anys o més que vivien soles. El nombre mitjà de persones vivint en cada habitatge era de 2,79 i el nombre mitjà de persones que vivien en cada família era de 3,18.
Per edats la població es repartia de la següent manera: un 27,7% tenia menys de 18 anys, un 8,1% entre 18 i 24, un 32,7% entre 25 i 44, un 23,2% de 45 a 60 i un 8,2% 65 anys o més.
L'edat mediana era de 35 anys. Per cada 100 dones de 18 o més anys hi havia 94,4 homes.
La renda mediana per habitatge era de 56.288 $ i la renda mediana per família de 62.080 $. Els homes tenien una renda mediana de 42.675 $ mentre que les dones 27.882 $. La renda per capita de la població era de 21.937 $. Aproximadament el 3,2% de les famílies i el 4,6% de la població estaven per davall del llindar de pobresa.

## Poblacions més properes
El següent diagrama mostra les poblacions més properes.